# ETAPA (empresa)
ETAPA (Empresa de Telecomunicaciones, Agua Potable, Alcantarillado y saneamiento de Cuenca) es una empresa de Ecuador. Es un ente público dependiente de la Alcaldía de Cuenca. Opera los servicios de telefonía fija, telefonía pública, agua potable, saneamiento, servicio de internet y portadores, dentro de la ciudad de Cuenca.
Inicialmente creada como EMLAT, la Empresa municipal ETAPA provee, además, los servicios municipales de agua potable, alcantarillado, saneamiento ambiental y mantiene un parque en la zona de Cajas. En 2005 inició la prestación de servicio de internet (es también un ISP) a través de la compañía privada Etapatelecom S.A. a nivel nacional. Esta misma compañía provee telefonía fija a cantones de la provincia de Azuay y Cañar, excepto Cuenca.
Su imagen corporativa consiste en un círculo mitad naranja mitad negro, con una silueta de casas tradicionales cuencanas. Utiliza como estándar los colores naranja y negro. ETAPA se ha ido fortaleciendo y creciendo acorde al ritmo que le ha exigido Cuenca y el desarrollo de la tecnología, llegando hoy en día a posicionarse entre las mejores empresas del país, con reconocida eficiencia en la prestación de servicios de telecomunicaciones, agua potable, alcantarillado y gestión ambiental. Estas  cualidades, los representantes de la empresa afirman, les ha resultado difícil de conseguir y más aún de mantenerla, pero que ha sido posible gracias el esfuerzo de quienes han hecho y hacen ETAPA y de la colaboración de los ciudadanos cuencanos.